# Appia Annia Regilla
Appia Ànnia Regilla (Roma, 125 circa – Maratona, 160) è stata una nobildonna e sacerdotessa romana.
Moglie di Erode Attico, si stabilì con il marito in Grecia e vi divenne sacerdotessa di Demetra e di Tyche. Incinta di otto mesi, fu uccisa da un liberto probabilmente su ordine di Erode, il quale, assolto grazie alla protezione dell'imperatore Marco Aurelio, fece poi costruire in suo onore un Odeon ad Atene, il tempio di Cerere e Faustina e il cenotafio di Regilla sulla via Appia a Roma.

## Biografia

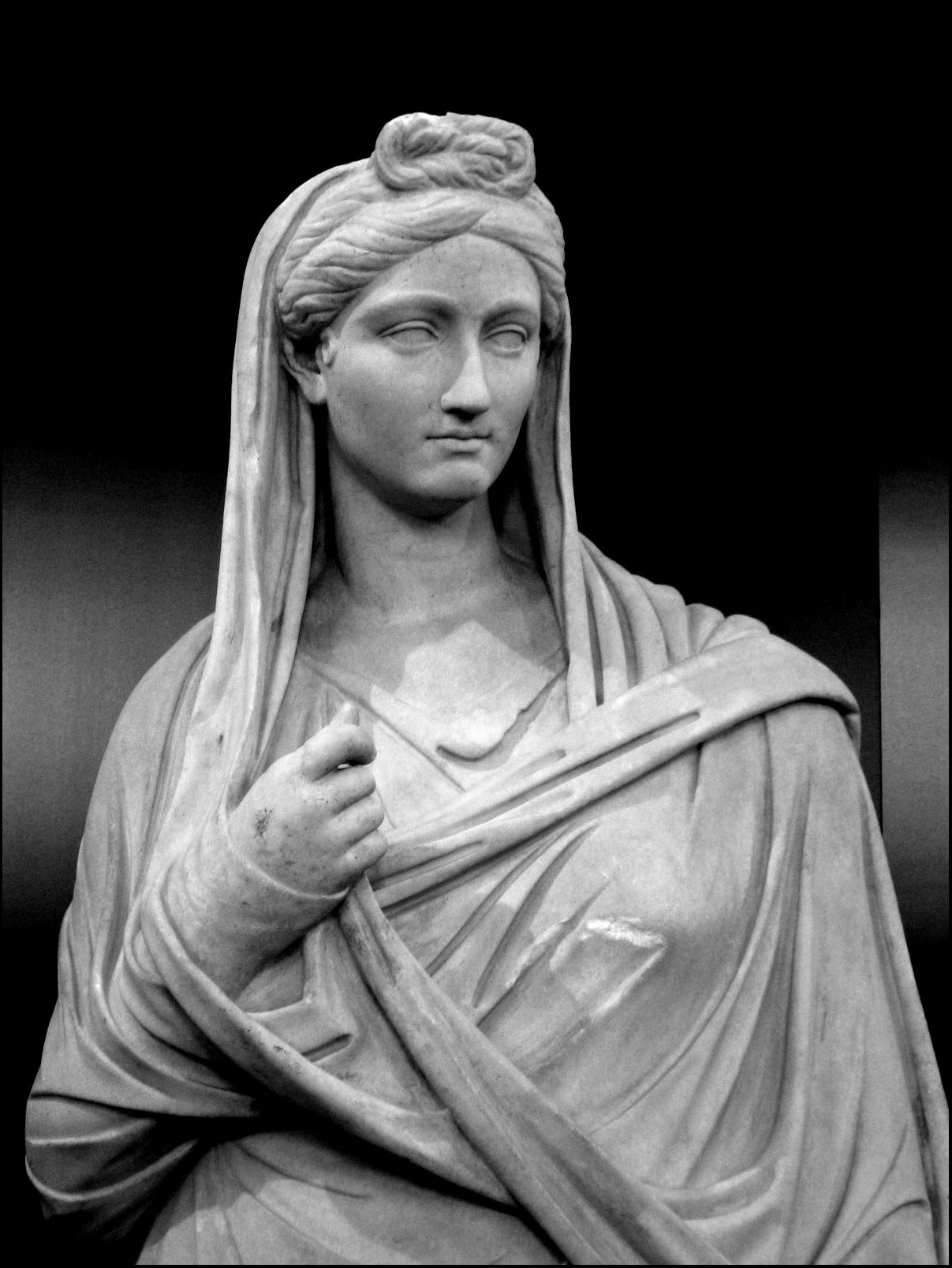
Vibia Sabina

Appia Annia Regilla Atilia Caucidia Tertulla nacque a Roma intorno all'anno 125 da due esponenti dell'alta aristocrazia romana, Atilia Caucidia Tertulla e Appio Annio Gallo, console nel 139, appartenenti alle due antiche famiglie degli Atilii e degli Annii Regilli. Regilla venne così a essere parente dell'imperatrice Annia Galeria Faustina, moglie di Antonino Pio e zia del futuro imperatore Marco Aurelio, il quale sposò la cugina Faustina.
Come tutte le giovani della sua condizione, Regilla ricevette una buona istruzione, per quanto inferiore a quella riservata all'unico fratello di cui si abbia conoscenza, Appio Annio Atilio Bradua il quale, destinato alla carriera politica, sarà console nel 160. Regilla imparò il greco, conobbe le opere dei maggiori artisti latini e greci e, frequentando la corte di Adriano, poté conoscere anche le poetesse Giulia Balbilla e Claudia Damo Synamate, due amiche greche dell'imperatrice Vibia Sabina.
Le leggi promulgate da Augusto nel 18 a.C. prescrivevano ai 12 anni l'età minima per il matrimonio e la consuetudine prevedeva che una ragazza si sposasse ben prima di raggiungere i venti anni. Spettava al padre scegliere il marito e una figlia poteva rifiutare il fidanzato qualora avesse fondati dubbi sulla sua moralità. Non brillava sotto questo aspetto la famiglia del greco Tiberio Claudio Erode Attico (101-177), il fidanzato scelto per Regilla, ma la sua favolosa ricchezza e le sue aderenze presso la corte imperiale finirono col compensare i dubbi sui trascorsi suoi e della sua famiglia.

### Erode Attico

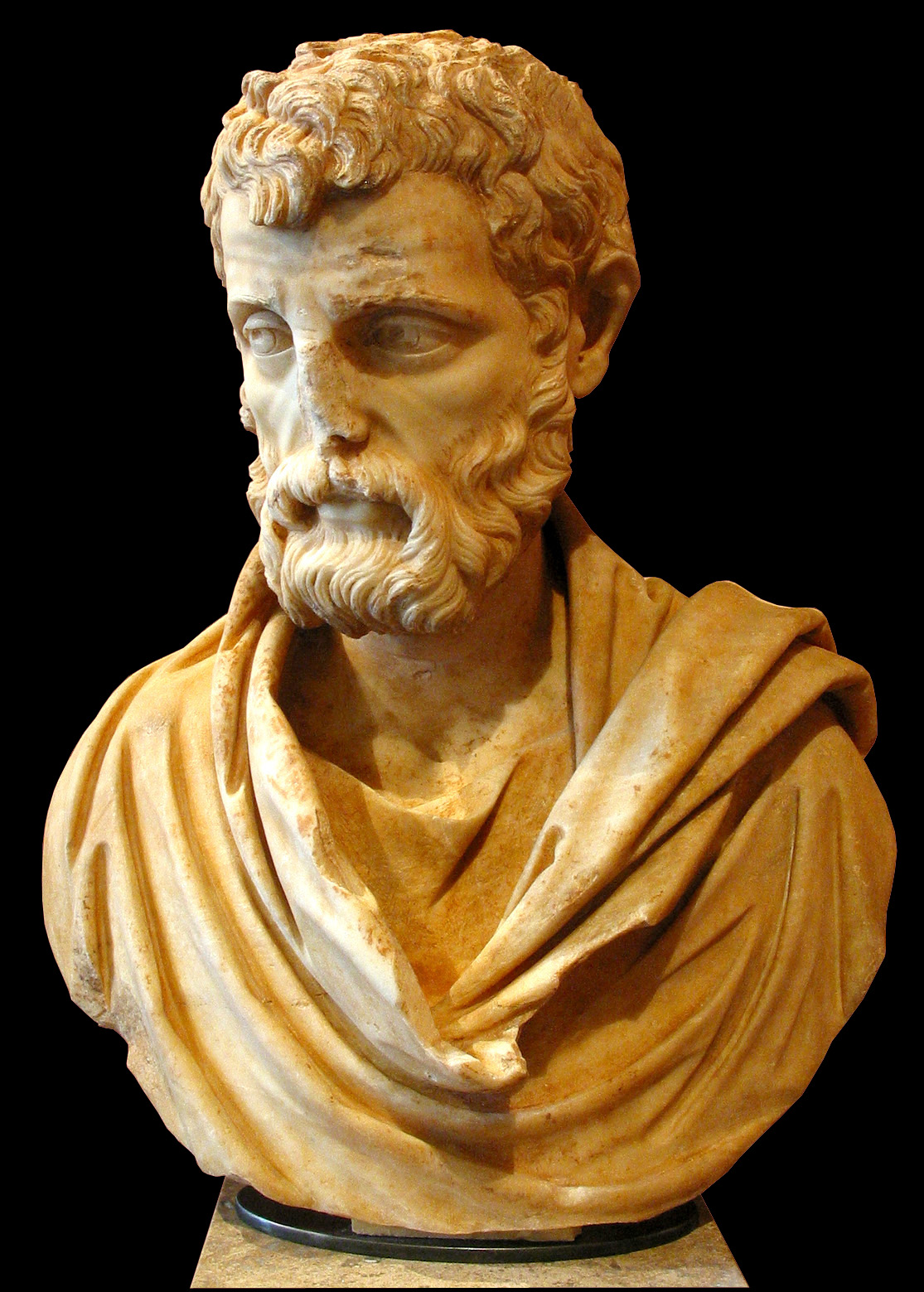
Erode Attico

Il padre Tiberio Claudio, che si vantava di discendere da Milziade e Cimone, e risiedeva ad Atene, al tempo di Nerva giustificò la sua enorme ricchezza, che si diceva provenisse dall'esercizio dell'usura, sostenendo di aver trovato, scavando in un suo campo, un inestimabile tesoro. Pochi gli credettero ma egli aumentò ancora la consistenza dei suoi beni sposando la facoltosa Vibullia Alcia Agrippina, divenne pretore sotto Traiano, gran sacerdote del culto imperiale, entrò in Senato e fu console suffetto.
Il figlio Erode Attico era venuto per la prima volta a Roma ancora bambino, con il padre, nel 108. Qui apprese il latino e ad Atene studiò sotto i sofisti Polemone, Favorino e Scopeliano e divenne un brillante retore, nello spirito della scuola filosofica allora in voga, la Seconda sofistica. Nel 126 fu eletto arconte eponimo, nel 127 ospitò l'imperatore Adriano in visita ad Atene e divenne senatore, nel 131 fu questore e nel 134 pretore.
Erode, che insegnava retorica e contava tra i suoi allievi il futuro imperatore Marco Aurelio, viaggiava spesso tra la Grecia e l'Italia, e risiedeva a lungo a Roma. Nel 137 morì suo padre lasciando una grande somma a tutti i cittadini ateniesi, ma Erode fece modificare il testamento a suo favore: in compenso, egli non lesinava le proprie sostanze per spese di pubblica utilità. In gran parte con il suo denaro egli fece costruire l'acquedotto di Alessandria, nella Troade, e per le Panatenee del 139, a sue spese rivestì lo stadio interamente di marmo bianco.
L'altro precettore di Marco Aurelio e di Lucio Vero, l'africano Frontone, che allude a un caso di omicidio che avrebbe coinvolto Erode, lo chiamava sprezzantemente graeculus per le sue pose e per l'eccessiva cura dedicata al suo aspetto, e si definiva suo anterastes, suo rivale nell'amore portato per il futuro «imperatore filosofo». In effetti, si alludeva spesso a una presunta omosessualità di Erode Attico, che si sarebbe manifestata soprattutto, ma non solo, nella sua relazione con Marco Aurelio. Erode aveva anche un carattere collerico e violento - sembra che avesse persino picchiato Antonino Pio, nel 134, quando questi, non ancora imperatore, era governatore della provincia dell'Asia - e non nascondeva la sua misoginia.

### Il matrimonio
Le nozze tra Regilla ed Erode furono celebrate a Roma nel 140. Sposare uno straniero, fatto inconsueto per una donna romana di classe aristocratica, significava dover lasciare la propria città per andare a vivere nella casa del marito, anche se quello di Regilla fu probabilmente un matrimonio sine manu, ossia Regilla continuò a essere soggetta alla patria potestas del padre. Erode possedeva comunque una casa romana e qui vissero per qualche anno.

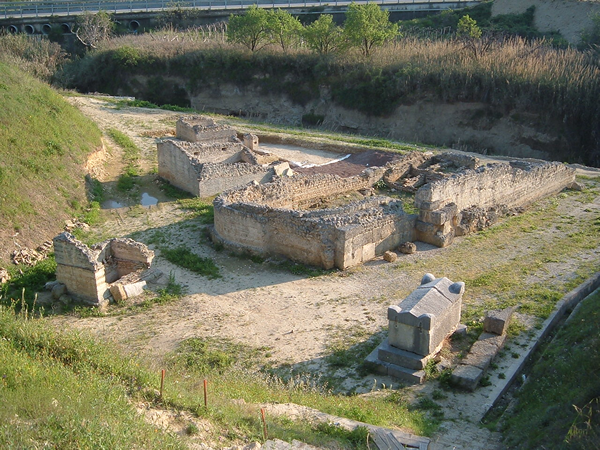
Necropoli di Canosa

Nel 141 Regilla ebbe il primo figlio, Claudio, che però morì dopo pochi giorni. Marco Aurelio seppe dell'accaduto e scrisse a Frontone, informandolo che «Erode non se ne dà pace» e pregandolo di scrivergli. Nella sua lettera di condoglianze Frontone, come Marco Aurelio, non menziona nemmeno Regilla e consola Erode ricordandogli che avrebbe avuto ancora tempo di generare altri figli: «qualsiasi danno cui si accompagni la perdita della speranza è acerbo, più lieve è invece se rimane la speranza di sanarlo».
Circa un anno dopo, nel 142, Regilla ebbe una bambina, che fu chiamata Appia Annia Claudia Atilia Regilla Elpinice Agrippina Atria Polla (142-ca 165). Elpinice è il nome che fu della sorella, e forse anche la moglie, di Cimone, il presunto antenato di Erode Attico. Non risulta che Elpinice si sia sposata e del resto morì molto giovane, verso il 165, vittima della peste o del vaiolo che flagellarono in quegli anni l'intero Impero.
La sua nascita coincise con la decisione di Erode di ristabilirsi in Grecia. Nel viaggio da Roma all'imbarco di Brindisi si fermarono a Canuvium, nei cui dintorni il padre di Regilla possedeva delle terre. Il problema della scarsità di acqua che affliggeva quella zona fu ben presto affrontato da Erode, che dispose la costruzione di un acquedotto, e lo stesso Antonino Pio s'interessò durante il suo regno del municipium di Canosa, che fu elevata a colonia.

### In Grecia

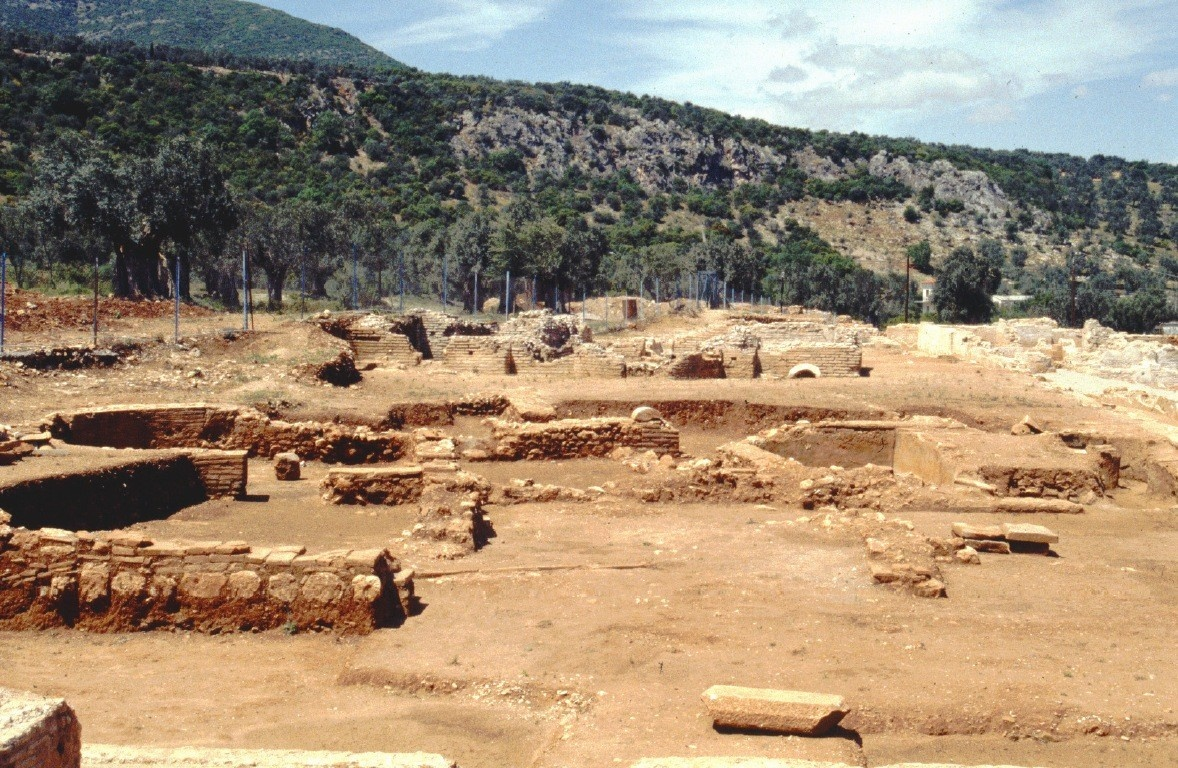
Resti della villa di Erode a Eva Dolianon

La famiglia si stabilì a Maratona, il luogo natale di Erode che qui possedeva una villa circondata da una grande tenuta agricola, una parte della quale egli donò a Regilla. La proprietà di Regilla era tutta interna al complesso della tenuta e circondata da un muro di tre miglia, come a riprodurre un gineceo, e con un ingresso denominato «Porta dell'eterna armonia». Si sa di altre proprietà di Erode: di una villa nel sobborgo ateniese di Cefisia e di un'altra grande tenuta agricola a Eva Dolianon, presso Loukou, nel Peloponneso.
Probabilmente a Maratona nacque, il 143 o 144, un'altra figlia, Marcia Annia Claudia Alcia Atenaide Gavidia Latiaria (ca 143-ca 160). Il nome Atenaide ricorda le feste religiose delle Panatenee, al cui successo Erode diede un contributo importante con la ricostruzione dello stadio in cui si svolsero nel 143. Nemmeno Atenaide visse a lungo: sposò un parente, Lucio Vibullio Rufo, ebbe un figlio, Lucio Vibullio Ipparco, e morì poco dopo averlo dato alla luce.
Tiberio Claudio Marco Appio Atilio Bradua Regillo Attico (ca 145-ca 210) fu il primo figlio maschio della coppia e l'unico a raggiungere la tarda età. Nacque verso il 145 e portò, tra i tanti, il nome del fratello di Regilla. Sembra che tardasse a imparare a leggere e che fosse un giovane ribelle al padre, il quale lo allontanò da sé facendolo educare a Sparta e infine non lo nominò nel testamento. Certamente il conflitto tra padre e figlio fu una conseguenza della tragica fine di Regilla, che fu uccisa quando Bradua aveva quindici anni.

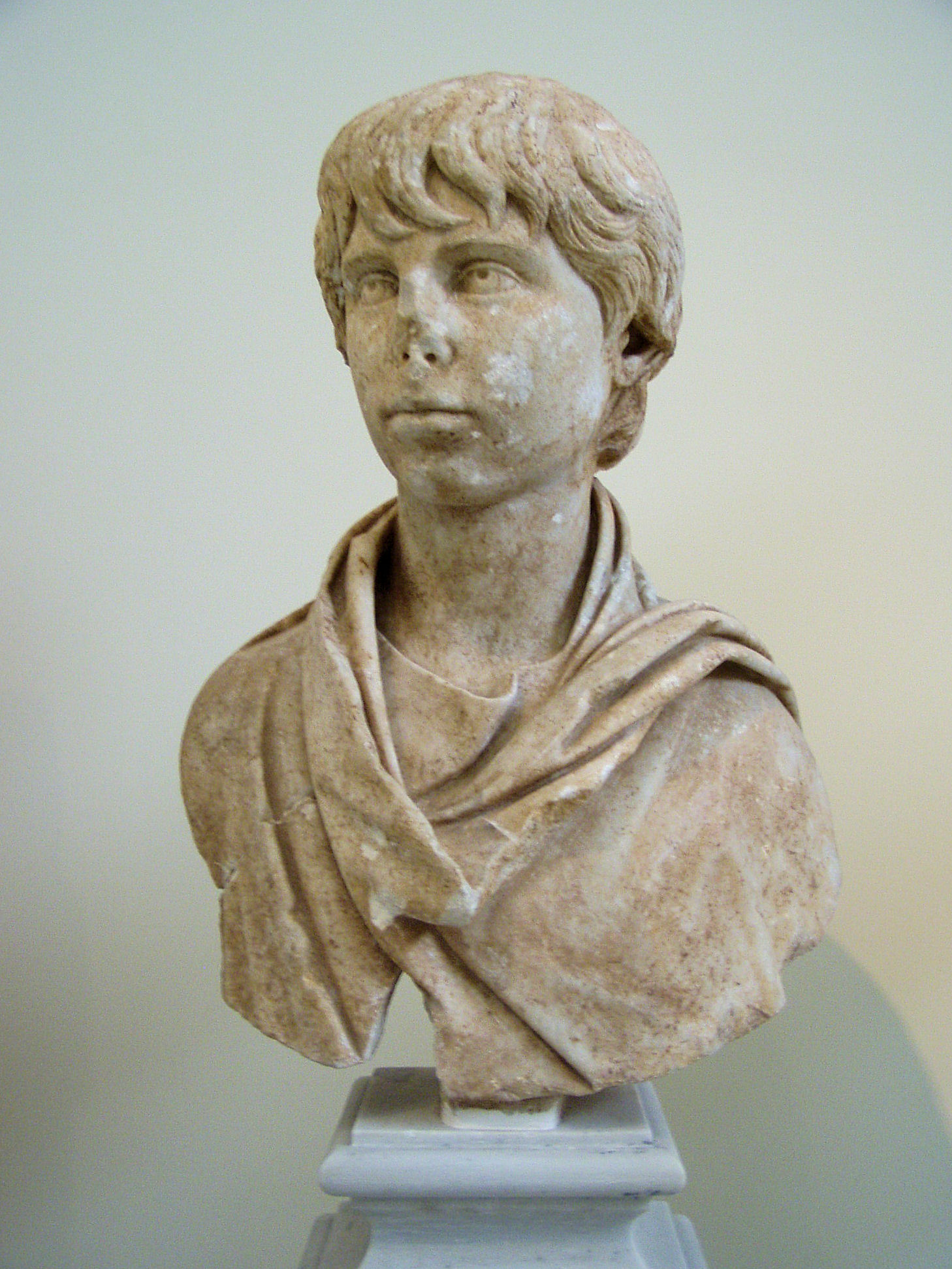
Busto di Polideuce

Bradua ereditò la villa materna sull'Appia e seguì una carriera prestigiosa in virtù del nome che portava. Fu nominato patrizio - così che con lui la famiglia fu sottratta al rango degli homines novi - fu console nel 185, arconte di Atene nel 187 e proconsole d'Africa. Nel 209 ebbe la carica di araldo della Boulé ateniese.
L'ultimo figlio, Tiberio Claudio Erode Lucio Vibullio Regillo, nacque verso il 150 e morì già cinque anni dopo, intorno al 155. Erode Attico, a causa della scomparsa prematura dei suoi figli naturali maschi e dei pessimi rapporti intrattenuti con Bradua, adottò e fece suo erede Lucio Vibullio Claudio Erode, un discendente dei Vibulli, forse cugino di suo genero Lucio Vibullio Rufo.
Erode Attico ebbe altri figli adottivi a cui mise nomi tratti dalla mitologia, due di origine servile, Achille e l'africano Memnone, e un terzo, Vibullio Polideuce, forse nato libero o forse un liberto di un parente di Erode. Polideuce - il cui nome corrisponde al latino Polluce - fu il suo preferito, anche al sopra dei suoi figli naturali, e morì ancora molto giovane, a meno di vent'anni. Con i suoi tre trophimoi Erode intrattenne relazioni omosessuali, e particolarmente nota è quella con Polideuce, la cui morte Erode volle onorare innalzandogli statue, costruendo un santuario a Cefisia e manifestando pubblicamente il suo dolore in una misura così eccessiva da essere ripreso e deriso.

### Sacerdotessa di Demetra a Olimpia

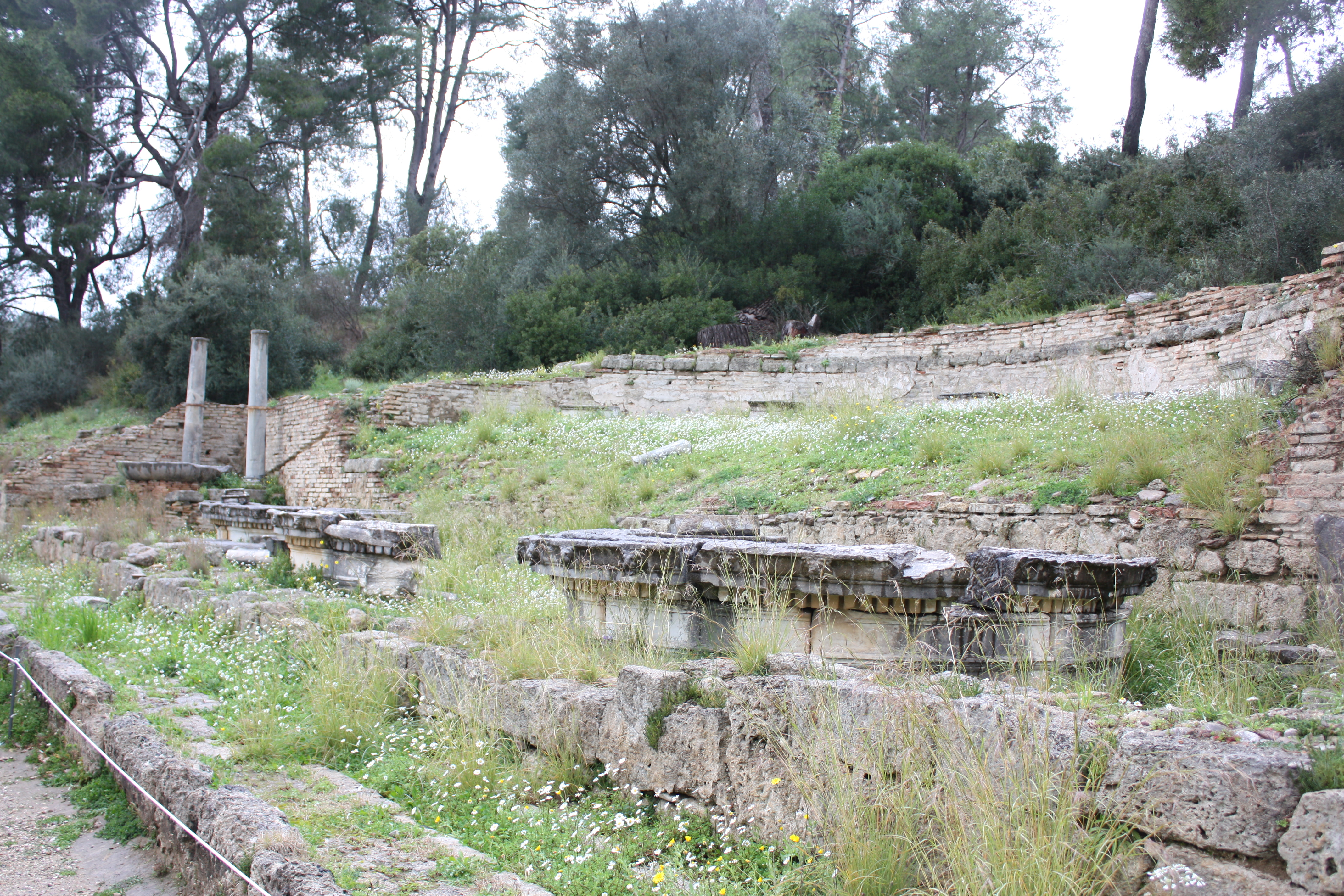
Resti del ninfeo di Regilla

Appartenere al patriziato romano ed essere moglie di un uomo ricchissimo e appartenente alla classe senatoria poteva comportare per Regilla il privilegio e il dovere di rivestire l'incarico pubblico di sacerdotessa, l'unico che a una donna, priva di diritti politici, fosse consentito. Fu così che Regilla divenne sacerdotessa di Demetra Chamyne nell'antico e celebre santuario di Olimpia. In tale veste, poteva anche assistere dall'altare, unica donna autorizzata, ai giochi che si svolgevano nel vicino stadio.
Per l'occasione, dal 149 al 153, Erode fece costruire un acquedotto a Olimpia e Regilla un ninfeo, largo 32 metri e alto 16. Nel Museo di Olimpia è conservato il toro di pietra allora collocato sulla balaustra che ornava la sommità del ninfeo, che reca ancora l'iscrizione di dedica: «Regilla, sacerdotessa di Demetra, ha dedicato a Zeus l'acqua e le cose connesse con l'acqua».

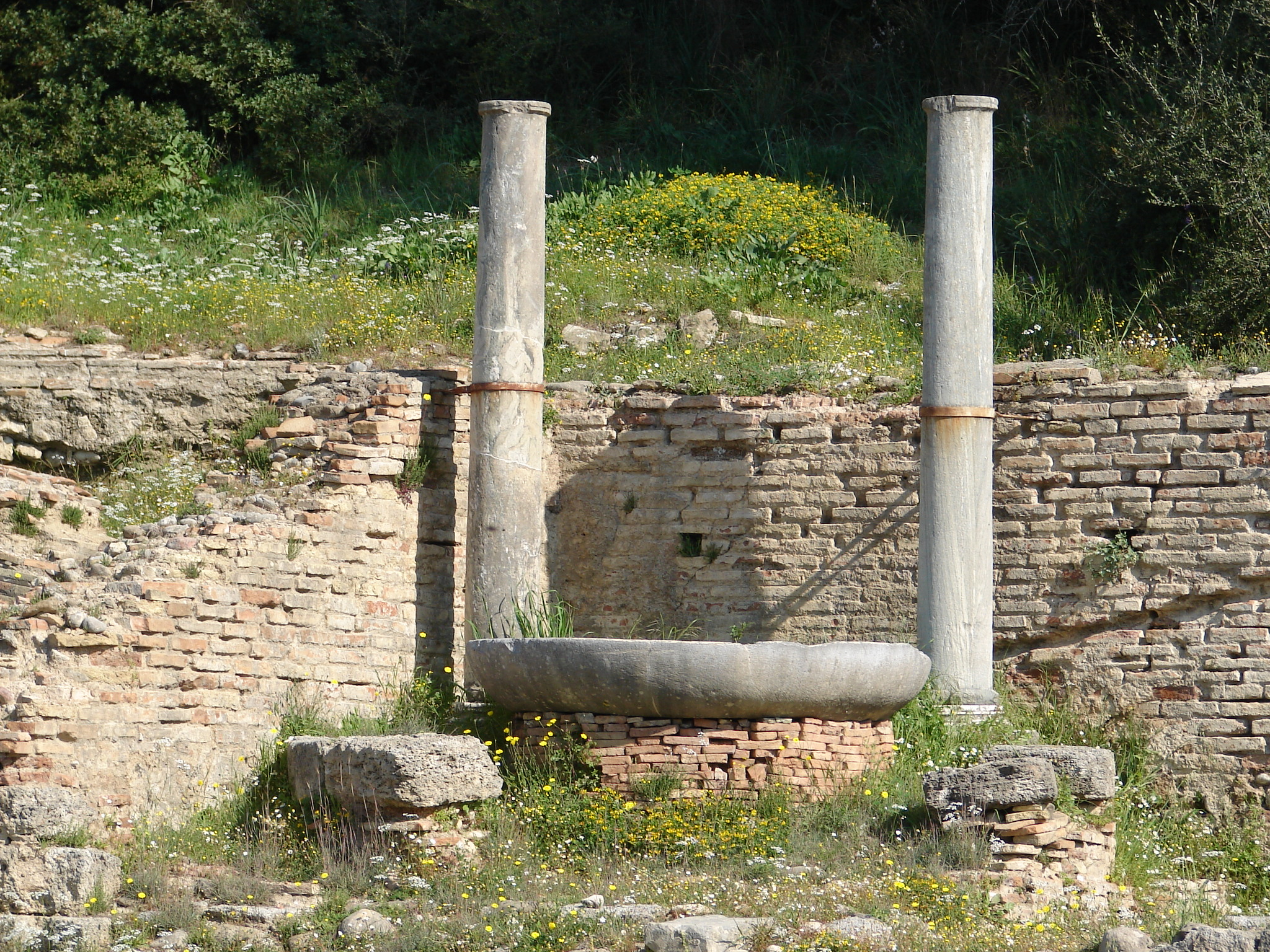
Dettaglio del ninfeo di Regilla

Un'altra semplice iscrizione, «Regilla a Igea», onorava Igea, la dea che proteggeva la salute, della quale era elemento fondamentale la disponibilità di acqua pulita e abbondante.
Pausania, che pure descrive il santuario di Olimpia, non fa cenno al ninfeo. Secondo la ricostruzione degli archeologi, era decorato da due file statue della famiglia di Erode e Regilla e della famiglia imperiale. La fila inferiore aveva al centro una statua di Zeus e ai suoi lati, da una parte, erano collocate le immagini di Antonino Pio, di Faustina maggiore, di Lucio Vero, di Domizia Faustina e, insieme, dei bambini Tito Elio Antonino e Annia Aurelia Galeria Faustina, figli di Faustina Minore e Marco Aurelio; nell'altro lato stavano le statue di Adriano, di Vibia Sabina, di Marco Aurelio, di Faustina minore e di Annia Aurelia Galeria Lucilla, l'altra figlia di Faustina e Marco Aurelio che sarà imperatrice quale moglie di Lucio Vero.
La fila superiore aveva al centro ancora un'immagine di Zeus e ai lati, da una parte, la  statua di Regilla (JPG)., del padre  Appio Annio (JPG), della madre Atilia Tertulla, del nonno  Marco Appio Bradua (JPG). e della figlia Elpinice; dall'altra parte erano le immagini di Erode, del padre Attico, della madre Vibullia Alcia, del figlio Bradua e, insieme, degli altri figli  Atenaide (JPG). e Regillo. Successivamente, il marito di Atenaide, Vibullio Ipparco, apportò qualche modifica e aggiunse una propria statua.

### Sacerdotessa di Tyche ad Atene
Erode, poco dopo il rifacimento dello stadio panatenaico, avvenuto dal 140 al 144, fece costruire, sulla collina dell'Ardetto che sorgeva al suo fianco, un tempio dedicato a Tyche, la dèa greca della Fortuna, e Regilla fu la prima sacerdotessa di quel culto appena introdotto ad Atene.
Da una lunga rampa di scale che partiva dallo stadio si raggiungeva il tempio periptero, di stile ionico e in marmo pentelico, che conteneva nella cella la statua di Tyche, scolpita in avorio e forse anche in oro. La dèa della Fortuna assisteva così gli atleti impegnati nelle gare e un giorno guarderà anche la tomba di Erode, sepolta nello stadio.

### Onori a Corinto e a Delfi

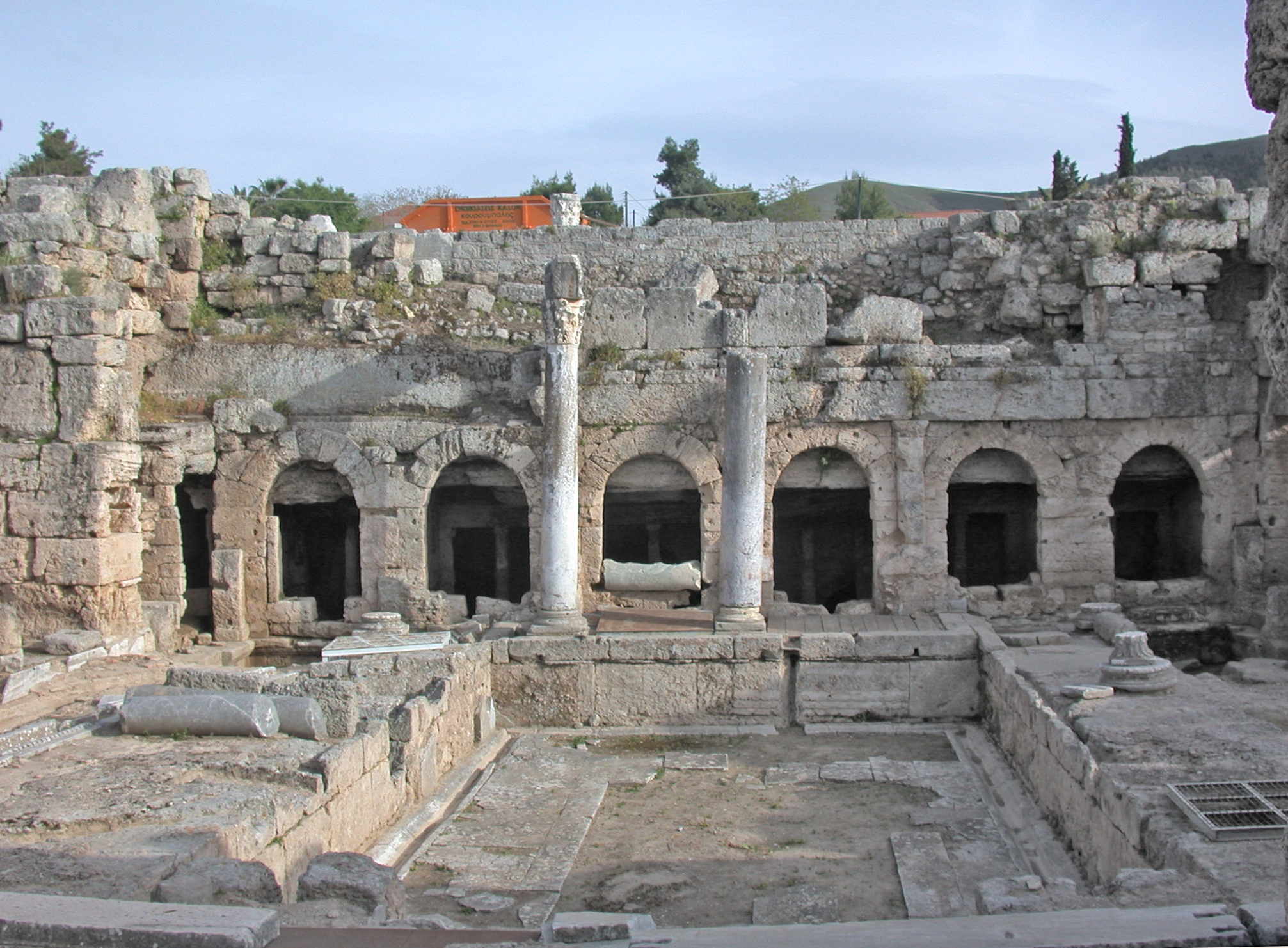
Il ninfeo Peirene di Corinto

Benché non vi ricoprisse alcun incarico, anche a Corinto Regilla venne onorata dalla Boulé con l'erezione di una statua che, per quanto sia pervenuta mutila, indica che Regilla vi era rappresentata come personificazione della dea Tyche, come recita anche l'iscrizione posta alla sua base:
Una tale distinzione presuppone che Regilla ed Erode abbiano beneficato la città. A loro è infatti attribuita l'edificazione del complesso monumentale sorto intorno alla fonte Peirene, che richiama nella concezione il ninfeo di Olimpia. Il ninfeo di Corinto era infatti decorato con le immagini di Regilla, della sua famiglia e di quella imperiale.
Vicino alla fonte Peirene fu eretta a Regilla un'altra statua sul cui piedistallo sono incise figure di strumenti musicali e la dedica:

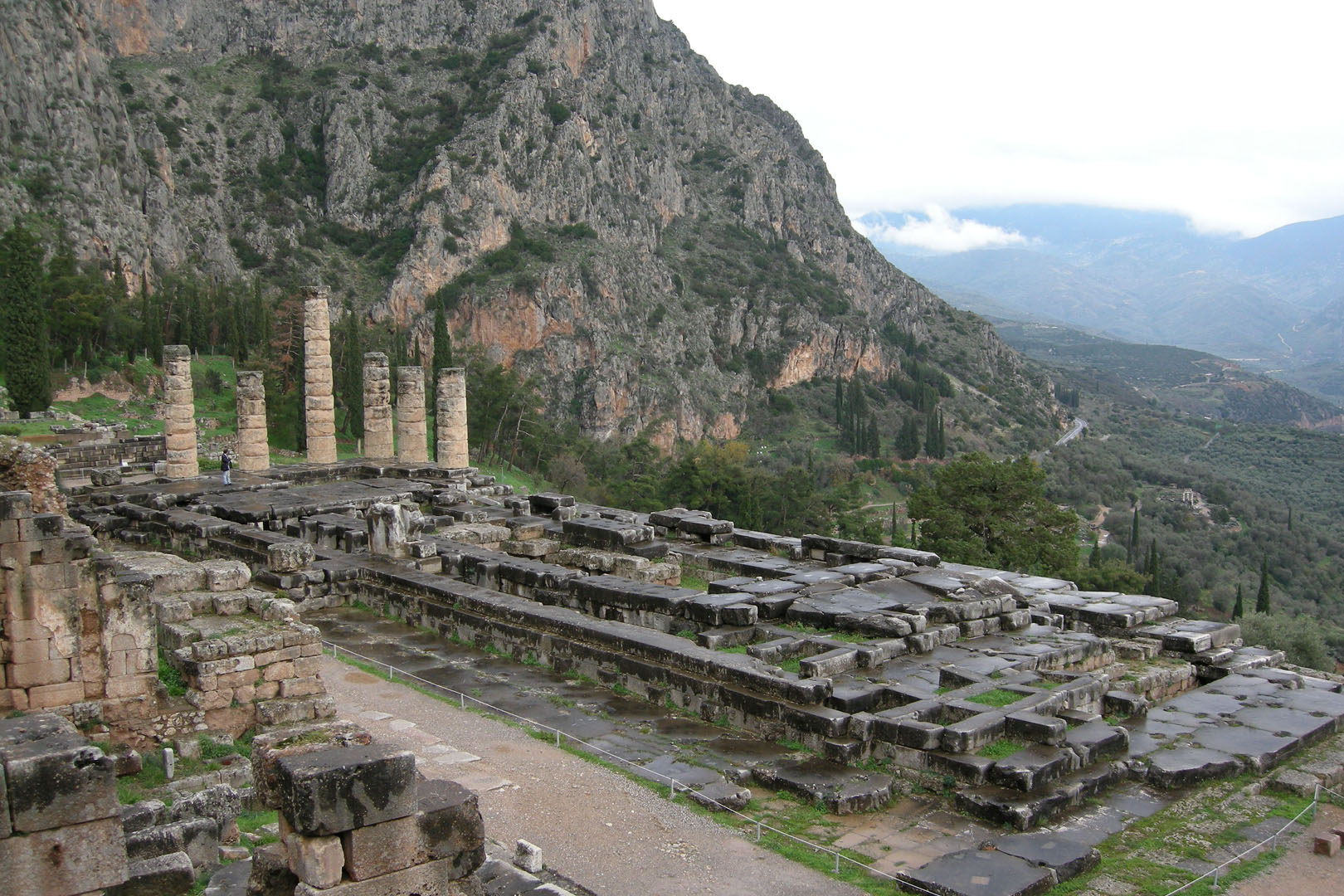
Il tempio di Apollo a Delfi

La prudenza (σωφροσύνη) di Regilla è ricordata anche sul basamento di una statua dedicatale nel tempio di Apollo a Delfi:

### La morte
Le circostanze della morte di Regilla, avvenuta nel 160, sono state narrate da Filostrato. Regilla era all'ottavo mese di gravidanza quando Erode Attico, «per futili motivi, ordinò al suo liberto Alcimedonte di picchiarla. Colpita al ventre, la donna abortì e morì». Questa, almeno, fu l'accusa che il fratello di Regilla, Bradua, rivolse a Erode, trascinandolo in tribunale.

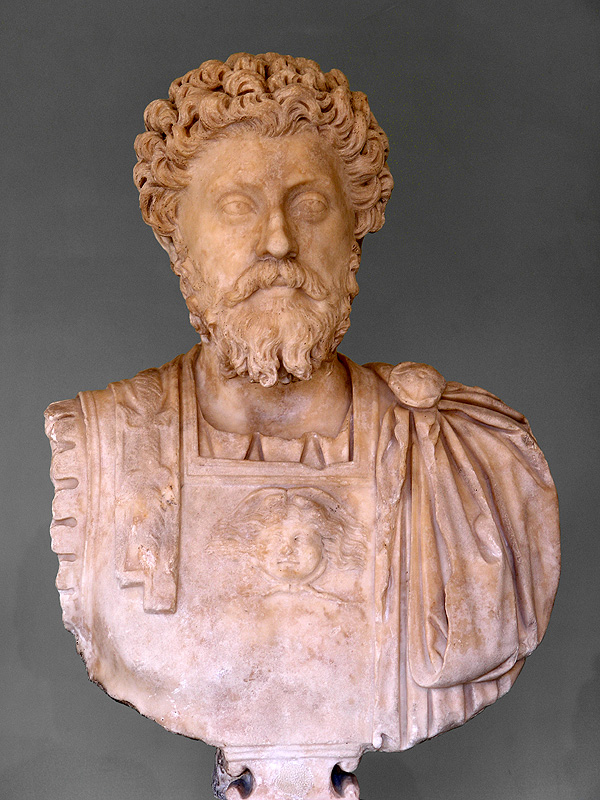
Marco Aurelio

Non sappiamo esattamente in quali termini e da quali fonti Bradua - divenuto il capo della famiglia dopo la scomparsa del padre - stando a Roma, abbia saputo della morte della sorella. Molto probabilmente le notizie filtrarono da persone della casa di Erode, forse servitori di Regilla, dal momento che Bradua non avrebbe altrimenti saputo indicare con tale esattezza le cause, le circostanze dell'episodio e i nomi dei due responsabili.
Il tribunale, composto da senatori, si riunì a Roma, e secondo la prassi, ascoltò l'accusa e la difesa esposte direttamente da Bradua e da Erode. Filostrato, unica fonte del processo e pregiudizialmente favorevole a Erode, scrive che egli fu assolto perché «gli giovò a sua difesa in primo luogo il fatto di non aver mai dato un tale ordine contro Regilla, in secondo luogo di averla rimpianta oltre misura dopo morta. E sebbene venisse calunniato anche di questo come fosse un atteggiamento simulato, la verità finì col trionfare».
Se dunque Erode ammise che Regilla era stata uccisa, seppure non per suo ordine, non si comprende come egli stesso non abbia subito denunciato il liberto Alcimedonte, né perché questi non abbia avuto alcuna condanna e abbia anzi continuato a vivere presso Erode, che adottò anche le sue due figlie. E poiché non è credibile che Alcimedonte abbia ucciso Regilla di sua iniziativa senza subire alcuna conseguenza, l'unica spiegazione dell'episodio criminoso e dell'esito del processo è che entrambi fossero responsabili dell'omicidio, ma che furono mandati assolti grazie all'intervento dell'imperatore, devoto amico del suo maestro Erode. Marco Aurelio dimostrò ancora di volerlo proteggere in occasione di un successivo processo, nel quale Erode era stato accusato di tirannia, condannando al suo posto, con pene molto lievi, alcuni suoi liberti.

### La tomba di Regilla

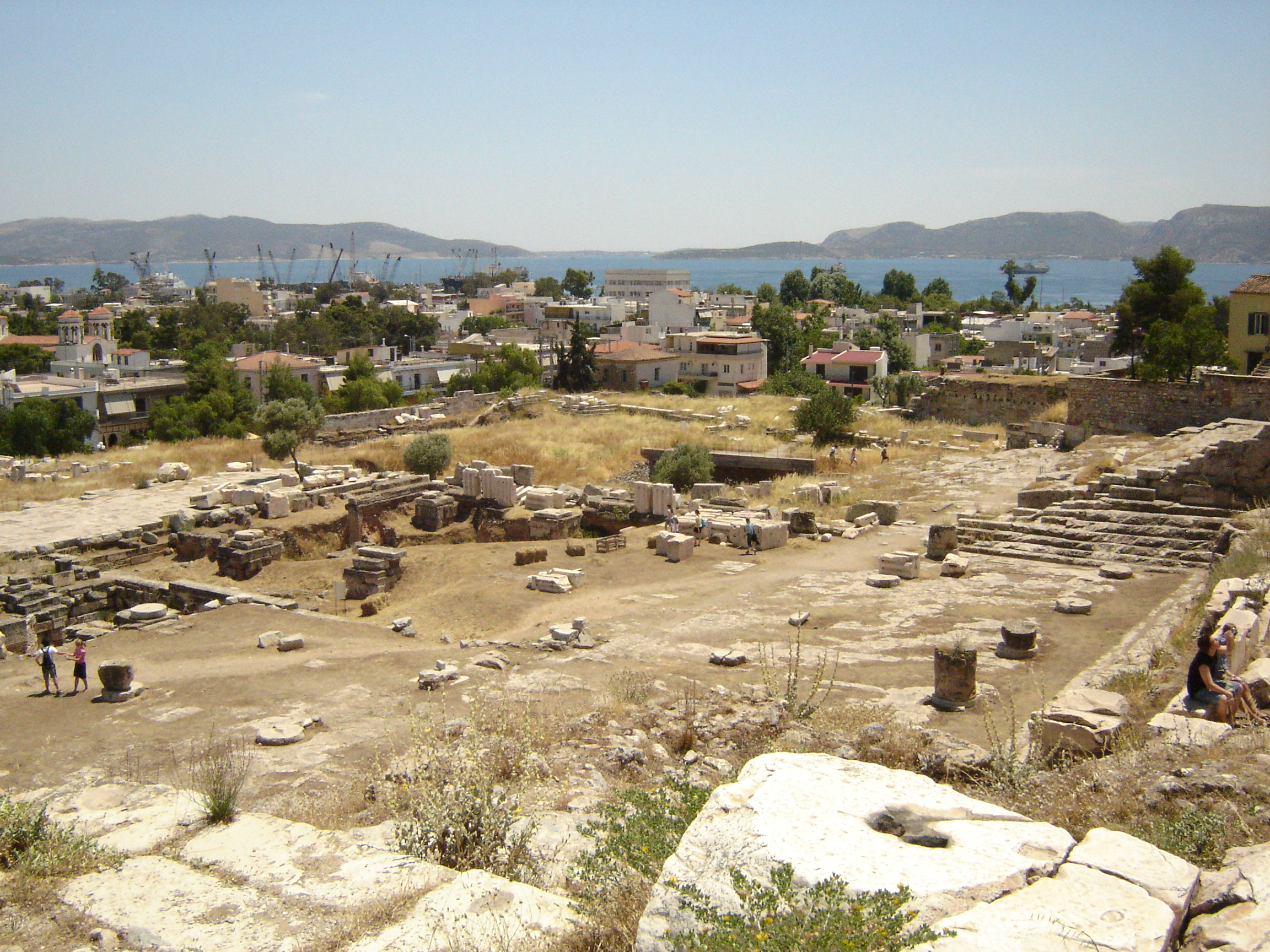
Area archeologica di Eleusi

Le consuete manifestazioni pubbliche di dolore di Erode furono ben note e variamente commentate, ma nessuna fonte tramanda il luogo dove egli fece seppellire i resti di Regilla. Le sue vesti furono dedicate a Demetra, nel tempio di Eleusi, ma il suo funerale sembra essere passato inosservato. Nel sobborgo ateniese di Maroussi fu trovata la base di un altare recante l'iscrizione ad «Appia Annia Regilla, moglie di Erode, la luce della casa», seguita da maledizioni rivolte a chi «distrugga o sposti le immagini delle statue». L'ipotesi che in quel luogo si trovasse la tomba di Regilla non è sostenuta da prove sufficienti.
A Cefisia, cittadina dove Erode aveva una delle sue ville, nel 1866 furono scoperti in un'unica tomba quattro sarcofagi, identificati come appartenenti alla famiglia di Erode. È possibile che uno di essi abbia contenuto le ceneri di Regilla, ma potrebbero anche appartenere tutti a quattro dei figli di Erode e Regilla. In un suo epigramma Erode promette a tre suoi figli morti di riunirsi un giorno nella loro tomba, senza citare la moglie: può essere che il quarto sarcofago fosse predisposto per Erode stesso o che abbia contenuto più tardi un altro dei suoi molti figli, naturali o adottivi. Si sa infatti che Erode cambiò idea e dispose nel suo testamento di essere sepolto a Maratona, anche se poi fu inumato ad Atene.
Infine, nel panegirico di Regilla scritto da Marcello di Side si dice che «ad Atene è la sua tomba simile a un tempio», e in un'iscrizione che si trovava a Roma si affermava che «il corpo di Regilla è in Grecia e ora si trova accanto al marito»: in definitiva, i resti di Regilla non sono stati identificati con certezza in nessun luogo.

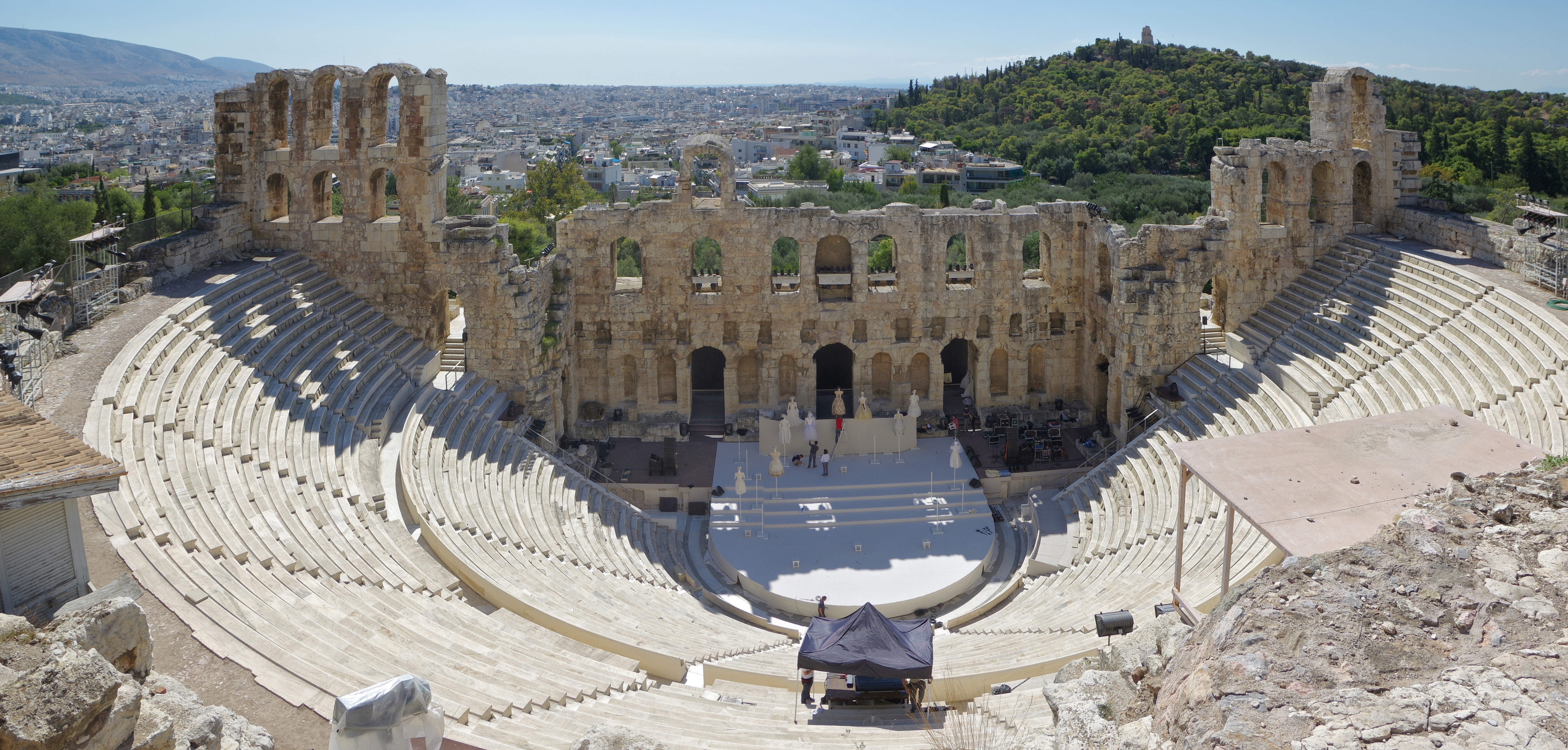
L'Odeion di Atene dedicato da Erode a Regilla

Erode fece costruire ad Atene, dedicandolo a Regilla, un teatro coperto per ospitare esecuzioni musicali. I lavori durarono una diecina di anni, perché questo Odeion era già terminato nel 174, quando Pausania lo vide e lo descrisse nella sua Guida. In molti mattoni dell'imponente costruzione si trovano incise le lettere ΘHΡ, a significare forse «Teatro di Erode e Regilla», ma potrebbero essere semplicemente i marchi di fabbrica degli artigiani.
Un altro omaggio a Regilla si è trovato nella villa di Maratona. Nella «Porta dell'eterna armonia», che metteva in comunicazione la proprietà di Regilla con quella di Erode, egli fece incidere una nuova iscrizione:

### Il cenotafio di Regilla
Non conosciamo, se mai ci furono, le disposizioni testamentarie di Regilla. Ella aveva portato in dote una grande villa al terzo miglio della via Appia che doveva spettare in eredità a Bradua, l'unico figlio sopravvissuto ma ancora minorenne. Pertanto il patrimonio di Regilla fu amministrato da Erode Attico che non si fece scrupolo di gestirlo anche dopo che Bradua ebbe raggiunta la maggiore età.
Erode trasformò radicalmente la villa repubblicana degli Annii, le cui strutture costituirono le fondamenta di un nuovo edificio, e chiamò tutta la zona Triopio, come il santuario di Demetra a Cnido. All'estremità della proprietà fece costruire un cenotafio in memoria di Regilla, presso il quale una lapide - che fu portata in Inghilterra nel XVII secolo e qui scomparve - recava l'iscrizione, pubblicata nel 1676:

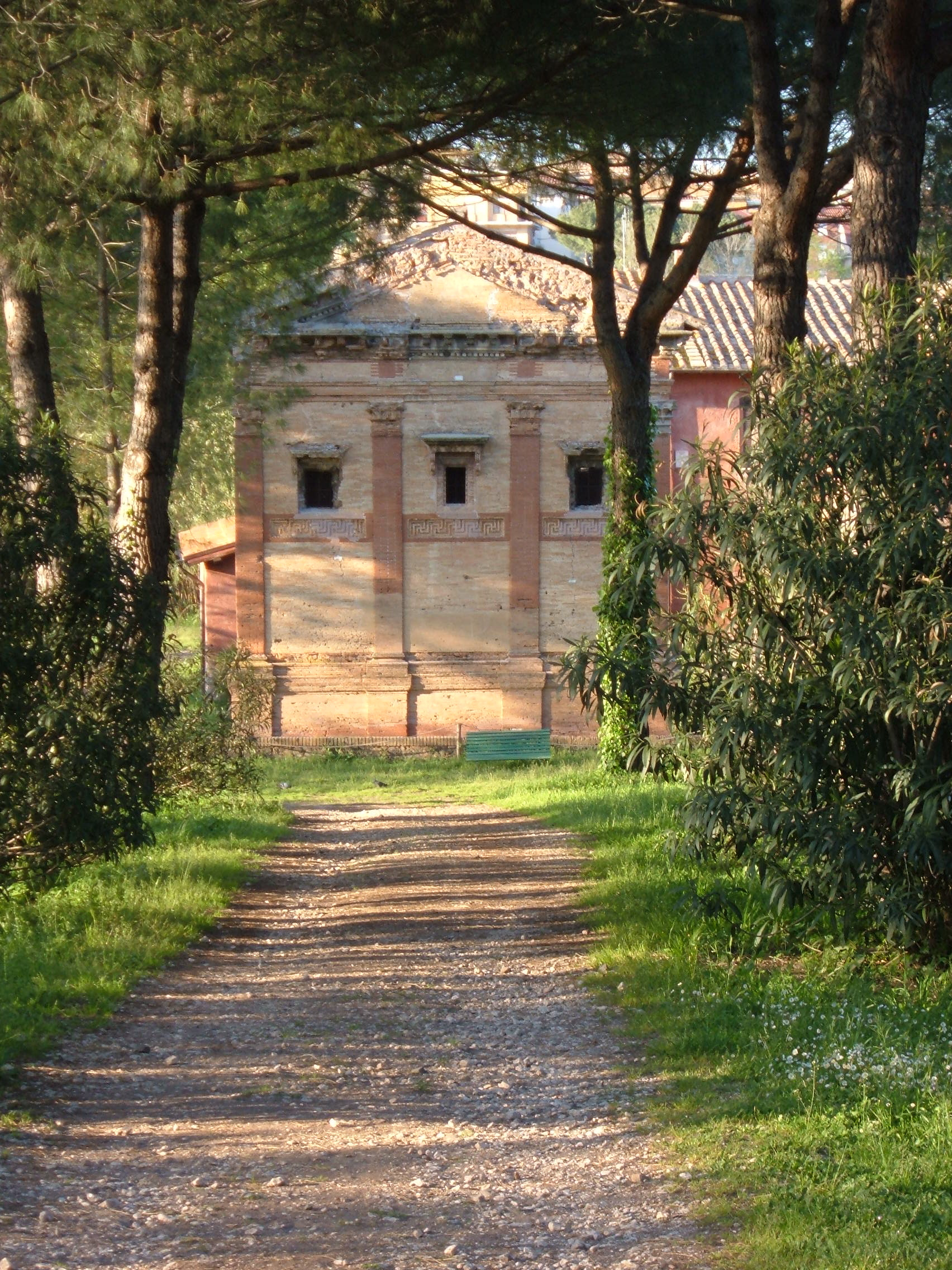
Il cenotafio di Regilla all'Appia antica

L'iscrizione è dunque posteriore alla morte di Erode e smentisce l'ipotesi ricorrente che il cenotafio sia la tomba di Regilla, come pure che i suoi resti fossero deposti nel vicino tempio di Cerere e Faustina, moglie di Antonino Pio e parente di Regilla. Anche questo tempio - poi trasformato nella chiesa di Sant'Urbano alla Caffarella - fu fatto costruire da Erode Attico.
Cerere è la versione romana della dèa greca Demetra, della quale Regilla fu sacerdotessa, ed era altresì la dèa protettrice del matrimonio e delle mogli vittime della violenza domestica. Il soffitto dell'antica cella del tempio è voltato a botte e diviso in medaglioni ottagonali con stucchi dipinti: in quello centrale sarebbero rappresentate Faustina e Regilla divinizzate. Un fregio, che divide la volta dalla parete laterale settentrionale, è decorato con rappresentazioni di armi, corazze e scudi, e alluderebbe alle imprese militari degli antenati di Regilla.

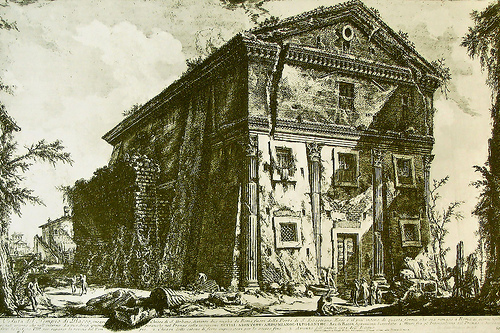
Giovan Battista Piranesi: Tempio di Cerere e Faustina

Nell'interno erano due statue, poi disperse, rappresentanti Faustina e Regilla. La statua di quest'ultima potrebbe essere quella conservata nel Museo Torlonia, a Roma, raffigurante una donna seduta, che fu rinvenuta nella villa di Massenzio. Alla fine del II secolo, infatti, la villa di Regilla ed Erode, insieme con quella vicina dei Quintili, divenne proprietà imperiale e nei primi anni del IV secolo Massenzio costruì sopra di essa il suo palazzo.
Altre iscrizioni Erode dedicò a Regilla. Una colonna scoperta sull'Esquilino ma evidentemente proveniente dalla villa dell'Appia, reca un'iscrizione bilingue, greca e latina, che recita:

### Il panegirico di Marcello di Side

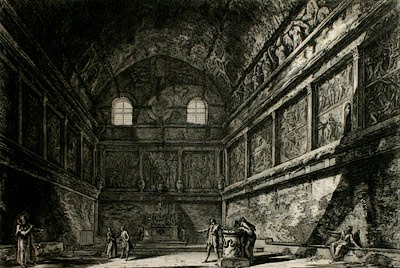
Piranesi: Interno del tempio di Cerere e Faustina

Erode Attico commissionò al poeta greco Marcello di Side un panegirico di Regilla, che fu inciso in due lastre di marmo trovate nel 1607 e nel 1617 di fronte alla chiesa di San Sebastiano in occasione degli scavi di ristrutturazione dell'edificio ordinati dal cardinale Scipione Borghese. I due reperti finirono poi a Parigi e ora sono custoditi nel Museo del Louvre.
Il componimento, in 94 esametri, invita le donne romane a recare offerte al tempio che racchiude la statua di Regilla, discendente di Enea e perciò di Afrodite, e ora è onorata da Demetra e Faustina, della quale fu compagna nell'infanzia. Ora Regilla sta nelle isole dei beati, lì portata dalle brezze di Zefiro per ordine di Zeus. La statua di Regilla è stata eretta nell'area del Triopio, poiché ella fa ora parte delle più antiche eroine: non è infatti né una mortale, né una dèa,